# Домашенко, Александр Александрович
Александр Александрович Домашенко (1804 или 1805, Черниговская губерния, Российская империя — 9 [21] сентября 1827, Средиземное море, у берегов Сицилии) — мичман Российского императорского флота, героически погиб, спасая тонувшего матроса.

## Биография
Из письма Александра Домашенко, которое он написал в апреле 1812 года императору Александру I с просьбой зачислить его в Морской кадетский корпус, известно, что на тот момент ему было семь лет, православный, родом из дворян Черниговской губернии, обучен грамоте, отец умер, служил на флоте капитан-лейтенантом, своих крепостных у семейства не было.
В 1816—1822 годах обучался в Морском кадетском корпусе, после чего получил офицерский чин мичмана, в 1822—1825 годах совершил трёхлетнее кругосветное плавание на фрегате «Крейсер» под командованием М. П. Лазарева, за что был награждён орденом Святой Анны 3 степени и удвоением жалования.

## Подвиг
9 сентября 1827 года при переходе линейного корабля «Азов» из Портсмута в Средиземном море при уборке крюйселя с рея упал за борт матрос. Будучи хорошим пловцом, Домашенко не задумываясь бросился в воду и поддерживал утопающего. «Азов», в свою очередь, тут же лёг в дрейф и спустил спасательную шлюпку, но шторм отнёс тонувших от корабля, и оба пошли ко дну.

## Память
Император Николай I велел выплачивать матери Домашенко «пенсион по смерть двойной оклад против того, который получал сын, и ежели есть сестры, то распространить право на пенсию и на них, до замужества; а об отличном подвиге мичмана Домашенко объявить по флоту в приказе». В 1827 году сослуживцы Домашенко по «Азову» собрали средства (161 червонец рублей золотом) на сооружение в Летнем саду Кронштадта памятника, изображающего корму корабля, со следующими надписями:

Въ память

человѣколюбиваго

подвига

А. Домашенка

9го Сентября 1827 года.

при берегахъ Сициліи.

Офицеры корабля Азова

любезному сослуживцу

бросившемуся съ кормы

корабля для спасенія

погибающаго въ волнахъ

матроза и заплатившему

жизнію за столь

человѣколюбивый

поступок.

Просьбу сослуживцев поддержали командующий эскадрой адмирал Л. П. Гейден и командир «Азова» М. П. Лазарев, направившие соответствующее ходатайство главному командиру Кронштадтского порта вице-адмиралу Г. А. Сарычеву. Проект взялся разработать придворный архитектор и академик Императорской академии художеств И. И. Шарлемань, а по готовности его утвердил император Николай I. Памятник был торжественно открыт в январе 1829 года.
В настоящее время это старейший из сохранившихся памятников Кронштадта. Позднее памятник был перенесён из глубины Летнего сада ближе к главному входу; в 1986 году отреставрирован.